# Tripladenia cunninghamii
Tripladenia cunninghamii är en tidlöseväxtart som beskrevs av David Don. Tripladenia cunninghamii ingår i släktet Tripladenia och familjen tidlöseväxter. Inga underarter finns listade i Catalogue of Life.